# SMSS J215728.21-360215.1
SMSS J215728.21-360215.1 (eller J2157-3602) är en kvasar som ligger över 12 miljarder ljusår från jorden. Den är en av de ljusaste kvasarena som någonsin upptäckts. Den har ett av de snabbaste växande svarta hålen vetenskapen känner, vilket drar in så mycket som två solmassor varje dag.